# Isopedella cerussata
Isopedella cerussata là một loài nhện trong họ Sparassidae.
Loài này thuộc chi Isopedella. Isopedella cerussata được Eugène Simon miêu tả năm 1908.